# Filoksera winiec
Filoksera winiec (Daktylosphaera vitifoliae, Phylloxera vastatrix, Viteus vitifolii) – mszyca, groźny szkodnik winnic. Wielkość owada nie przekracza 1,5 mm. Przechodzi skomplikowany rozwój, związany z polimorfizmem i sezonową zmianą pokoleń. Pochodzi z Ameryki Północnej, skąd została przywieziona do Europy ok. lat 60. XIX w., w Polsce niespotykana.
W latach 1863–1897 filoksera winiec spowodowała zniszczenia w europejskich winoroślach, powodując gwałtowny spadek produkcji wina i destylatów winnych (brandy i koniaków), co przyczyniło się do spopularyzowania w krajach europejskich whisky.

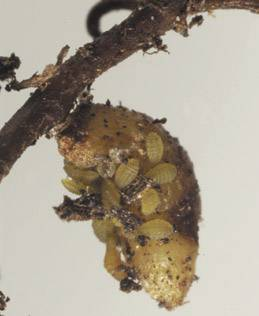
Galas na korzeniu winorośli oraz osobniki formy korzeniowej szkodnika

## Objawy występowania
Szkodnik rozwija się na korzeniach i liściach winorośli. Na korzeniach tworzą się galasy zaburzające system przewodzący w roślinie, co powoduje obumieranie korzeni i osłabienie całej rośliny, która więdnie, żółknie i zamiera. Galasy tworzą się również na wierzchniej stronie blaszki liściowej. Mają wielkość ziarna grochu, są otwarte w górnej części. Początkowo zielone, w miarę upływu czasu czerwienieją. W skrajnych przypadkach pokrywają całą powierzchnię liścia. Nie są jednak tak szkodliwe dla rośliny, jak obecność galasów korzeniowych. W galasach i na powierzchni rośliny widoczne poszczególne stadia rozwojowe i formy szkodnika.

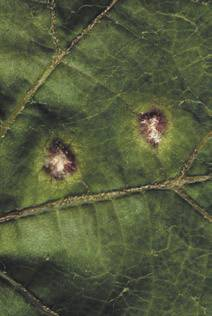
Galasy na liściach winorośli: widok od strony wierzchniej blaszki liściowej

## Identyfikacja i biologia
Jaja owalne w zarysie, ok. 0,3 mm długości, początkowo zabarwione złocistożółto, w miarę upływu czasu zielenieją. Stadia larwalne w budowie zewnętrznej podobne do bezskrzydłych osobników dorosłych. U starszych stadiów larwalnych w miarę wzrostu szerokość ciała zwiększa się szybciej niż długość, w wyniku czego ciało larw staje się zaokrąglone. Występują dwie formy postaci dorosłych: żyjąca na liściach forma gallicolae, oraz forma korzeniowa radicicolae. Gallicolae to owady kuliste w zarysie ciała, długości 1,6–1,8 mm i szerokości 1,0–1,2 mm. Głowa z częścią tułowiową rozszerzona, zaokrąglona po stronie grzbietowej, odwłok zwęża się ku tyłowi, na końcu lekko postrzępiony. Radicicolae podobne do gallicolae, ale mniejsze, ok. 1 mm długości. Łatwą do zaobserwowania cechą odróżniającą od gallicolae jest obecność brodawek na grzbietowej części ciała. Oprócz postaci bezskrzydłych występują osobniki uskrzydlone. Ich ciało jest barwy pomarańczowej z czarną częścią tułowiową. Gatunek pochodzi z Ameryki Północnej, obecnie rozprzestrzeniony w wielu krajach całego świata. Do Europy zawleczony w XIX w., znany z wielu krajów.

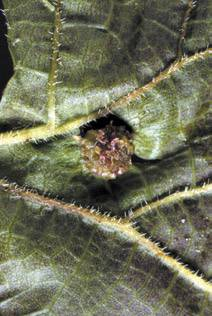
Galasy na liściach winorośli: widok od strony spodniej blaszki liściowej